# Filip Taragel
Filip Taragel, né le 19 mai 1992 à Bratislava, est un coureur cycliste slovaque. Il participe à des compétitions sur route et sur piste,.

## Biographie
En 2010, Filip Taragel devient champion de Slovaquie sur route dans la catégorie juniors (moins de 19 ans).
En février 2017, il s'illustre lors des championnats de Slovaquie sur piste en remportant trois titres nationaux (omnium, course aux points, scratch). Il représente ensuite son pays lors des championnats du monde sur piste, disputés à Hong Kong. Engagé sur la course scratch, il se classe 17e sur 23 concurrents. 
Pour la saison 2018, il retourne au sein de l'équipe continentale Dukla Banská Bystrica, qu'il avait quittée quatre années auparavant.

## Palmarès sur route

### Par année
- 2010
  -  Champion de Slovaquie sur route juniors
- 2011
  - 2e du championnat de Slovaquie du contre-la-montre espoirs
- 2012
  - 2e du championnat de Slovaquie du contre-la-montre espoirs
  - 2e du championnat de Slovaquie sur route espoirs
- 2014
  - 2e du championnat de Slovaquie sur route espoirs
- 2018
  - 1re étape du Grand Prix Chantal Biya

### Classements mondiaux
| Année           | 2016   | 2017   | 2018   |
| --------------- | ------ | ------ | ------ |
| UCI Europe Tour | 1 179e | 1 822e | 2 027e |

## Palmarès sur piste

### Championnats du monde
- Hong Kong 2017
  - 17e du scratch[4]
- Apeldoorn 2018
  - 18e du scratch[8]

### Championnats nationaux
- 2017
  -  Champion de Slovaquie de l'omnium
  -  Champion de Slovaquie de course aux points
  -  Champion de Slovaquie de scratch
- 2018
  - 2e du championnat de Slovaquie de l'omnium
  - 2e du championnat de Slovaquie de l'américaine
  - 2e du championnat de Slovaquie de course aux points
  - 2e du championnat de Slovaquie de scratch
  - 3e du championnat de Slovaquie du kilomètre
  - 3e du championnat de Slovaquie de poursuite